# Balthazar et Jean-Ulrich Küchly
Pour les articles homonymes, voir Küchly.
Balthazar et Jean-Ulrich Küchly, sont des potiers de terre et fabricants suisses de poêles en faïence établis à Vevey au XVIIIe siècle.  Ils comptent au nombre des principaux artisans du Pays de Vaud. À partir de 1770, le second signe également Küchly et Zimmermann.